# Aqueduc du pont de Crau
L'aqueduc du pont de Crau est pont-aqueduc du XVIe siècle, situé à Pont-de-Crau (commune d'Arles) et sur la ville d'Arles (département français des Bouches-du-Rhône).

## Historique
Le canal qui empruntait le pont, appartenait à la branche d'Arles du canal de Craponne ; le pont a été construit entre 1585 et 1587 pour franchir un marécage.
Les vestiges du pont-aqueduc se trouvent aujourd'hui au milieu d'un rond-point, à l'intersection du CD453 et du CD570n, et de part et d'autre.
Pendant les travaux de construction, on a retrouvé les fondations des piles d'un pont-aqueduc romain construit au Ier siècle. Cet ouvrage antique devait être plus haut que celui du canal de Craponne ; il permettait le passage combiné de la voie Aurélienne bis et de l'aqueduc des Alpilles alimentant la ville d'Arles.
L'aqueduc du Pont de Crau, très endommagé par une crue du Rhône, est remis en état, en 1757, par l'architecte Projet, allié à l'ingénieur Georges Vallon,.
Le canal de Craponne a été affecté à l'irrigation au  cours du XIXe siècle et sa partie terminale mise hors service. Des arches du pont-aqueduc ont été détruites en 1990 pour permettre la réalisation du rond-point.
Le pont-aqueduc a été classé au monument historique en novembre 1922.

## Édifice
Le pont-aqueduc possédait 93 travées, sur une longueur de 660 mètres. Il s'agit d'un pont en maçonnerie, comprenant des arcs en berceau plein cintre, en pierres. Seuls sont encore présents 3 tronçons, au centre du rond-point, pour la plus grande section, et de chaque côté de la chaussée, dans le prolongement de la partie centrale.